# Lisette
Lisette är en fransk diminutivform av Lisa som i sin tur är en form av Elisabeth, som kommer från det hebreiska namnet Elisheba med betydelsen Gud är fullkomlighet eller  Gud är min ed. Många stavar det också Lizette.
Namnsdag saknas i dag, men mellan 1986 och 1993 firades Lisette den 13 december.

## Personer vid namn Lisette
- Lizette Pålsson, svensk sångerska
- Lisette Schulman, svensk programledare
- Lisette Stenberg, svensk skådespelare

## Efternamn
- Gabriel Lisette, regeringschef i Tchad (1957–1959)